# Mama África (canção de Jorge Ben)
Mama África é o título da canção de 1987 do cantor e compositor brasileiro Jorge Ben Jor, que homenageia a cantora sul-africana Miriam Makeba, também conhecida como Mama Africa. Foi publicada a primeira vez como oitava faixa do CD Ben Jor de 1989, tendo por co-produtores João Leopoldo e Pena Schmidt, pelo selo Tropical Storm.
A gravação desta música se deu em 1987, quando o músico nigeriano King Sunny Adé veio ao Brasil para a edição daquele ano do Free Jazz Festival, e então participou junto a Ben Jor de seu registro. A música foi lançada originalmente no disco Ben Jor, de 1989.